# Bas
Bás (latinsko bassus - globok) je nizek moški pevski glas. Basso profondo je še globlji glas. Ruski zborovski pevci dosežejo s posebno tehniko petja še za oktavo nižje tone, prav tako pa tudi tibetanski menihi. 
Človeški glasilki sta pri moških daljši kot pri ženskah. Daljše glasilke naj bi (navkljub nekaterim ugovorom, ki so plod raziskav današnje dobe) bile možne sprovajati zvoke nižjih frekvenc, kar velja tudi za živali.

## Znane vloge za basiste
- Sarastro, »Čarobna piščal«, Wolfgang Amadeus Mozart
- Boris Godunow
- Hans Sachs, »Mojstri pevci Nirnberški«, Richard Wagner
- Don Giovanni
- Don Alfonso
- Pizzarro
- Jochanaan, »Salome«, Richard Strauss
- Simon Boccanegra, »Simon Boccanegra«, Giuseppe Verdi
- Escamillo, »Carmen«, Georges Bizet
- grof Rudolf, Mesečnica, Vincenzo Bellini

## Znani basisti
- Boris Christoff
- Nazzareno De Angelis
- Ludwig Fischer
- Gottlob Frick
- Nikolaj Gjaurov
- Aleksander Kipnis
- Ladko Korošec
- Kurt Moll
- Tancredi Pasero
- Pol Plançon
- Ezio Pinza
- Mark Reizen
- Fedor Šaljapin
- Cesare Siepi
- Felix Speer
- Bryn Terfel